# 亞琛龍屬
亚琛龙属（學名：Aachenosaurus）是根據化石碎片的命名的，該碎片最初被認為是鴨嘴龍科的顎骨化石殘骸。然而經過檢驗後發現這些碎片實際上是木化石，據說這導致它的發現者退出科學界。化石發現於莫里斯尼特